# Wappen der Gemeinde Walpertskirchen
Das Wappen der Gemeinde Walpertskirchen ist seit 1981 neben der Flagge das offizielle Hoheitszeichen von Walpertskirchen. 

## Blasonierung
„In Silber ein blauer Wellenbalken, darüber eine rote Krone, darunter ein roter Sparren.“

## Geschichte
Das Wappen wurde vom Tutzinger Heraldiker Peter Ziller gestaltet.
Zwischen der Gemeinde Walpertskirchen, die erstmals 749 erwähnt wurde, bestanden weitgehende geistliche und grundherrschaftliche Beziehungen zum Hochstift Freising sowie zum Kollegiatstift Isen. Aus diesem Grunde entnahm der Heraldiker aus dem Wappen des Hochstift Freising die rote Krone. Den Sparren entnahm Ziller dem Wappen der Familie Türndl, die einen Edelsitz zu Deuting bis ins 16. Jahrhundert besaßen. Der Wellenbalken symbolisiert die Lage der Gemeinde im Erdinger Hügelland.
Die Regierung von Oberbayern genehmigte mit Beschluss vom 13. August 1981 die Führung des Wappens durch die Gemeinde.